# Raul Nicolau Gonçalves
Raul Nicolau Gonçalves ou Raul Nicolau Gonsalves (Bambolim, 15 de junho de 1927 – Goa, 1 de julho de 2022) foi um prelado indiano, o primeiro Goês católico a ser Arcebispo de Goa e Damão e Patriarca das Índias Orientais.

## Biografia
Foi ordenado padre na diocese de Goa e Damão em 21 de dezembro de 1950. Em 5 de janeiro de 1967, foi nomeado bispo-titular de Rapidum (e administrador apostólico da Arquidiocese) e bispo-auxiliar de Goa e Damão, sendo consagrado em 5 de março, pelo cardeal James Robert Knox, internúncio apostólico na Índia, coadjuvado por Francisco Xavier da Piedade Rebelo, administrador apostólico sede plena de Goa e Damão e por Andrew Alexis D'Souza, bispo de Poona. Em 30 de janeiro de 1978, o Papa Paulo VI por meio da bula "Quoniam Archidioecesi" o nomeou Arcebispo de Goa e Patriarca das Índias Orientais (e, por consequência, Primaz das Índias e Arcebispo Titular de Cranganore). Retirou-se em 16 de janeiro de 2004, após passar dos 75 anos, idade em que os prelados compulsoriamente devem deixar suas dioceses.
Foi o principal consagrante de Dom Filipe Neri António Sebastião do Rosário Ferrão e o co-consagrante do bispo Aleixo das Neves Dias, S.F.X.

## Morte
Após sua aposentadoria, o arcebispo emérito manteve um perfil discreto, limitando-se a trabalhos pastorais. Ele morreu em 1 de julho de 2022 às 08:54 no Hospital JMJ, em Goa, onde estava doente nos últimos 10 dias. Ele celebrou seu 95º aniversário em 15 de junho de 2022 e pastoreou a Arquidiocese de Goa e Damão por 37 anos como seu Arcebispo e Patriarca das Índias Orientais.